# 阿尔图里·伊尔马里·维尔塔宁

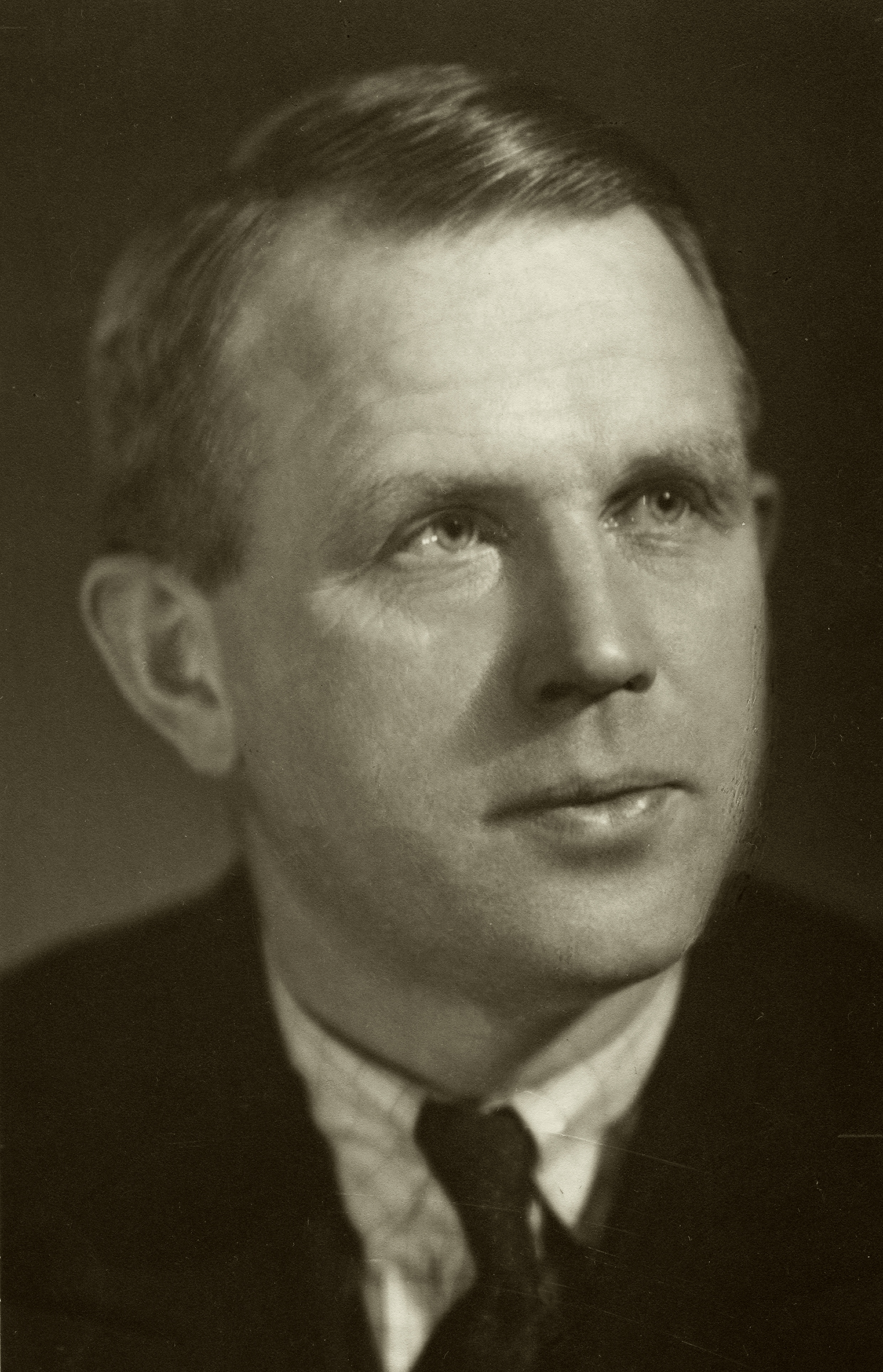
阿尔图里·伊尔马里·维尔塔宁

阿尔图里·伊尔马里·维尔塔宁（芬蘭語：Artturi Ilmari Virtanen，1895年1月15日—1973年11月11日），芬兰化学家，1945年获诺贝尔化学奖。

## 生平
1895年1月15日生于芬兰赫尔辛基。1924—1948年，他在赫尔辛基大学研究青贮饲料腐烂的发酵过程。由于发酵产物的乳酸能提高青贮饲料的酸度，而发酵终止。因而研究出一种提高青贮饲料的酸度达到发酵终止的AIV法（AIV是维尔塔宁姓名的全称字头缩写）。此法既可防止腐烂而又不影响其使用和营养价值。维尔塔宁还研究了豆科植物根瘤的固氮细菌、奶油的保存方法等。
1943年他还出版了专著《养牛基础AIV方法》。1945年诺贝尔化学奖授予芬兰生物化学家阿尔图里·维尔塔宁，以表彰他对农业和营养化学的研究与发明，特别他所提出的饲料储藏方法。
维尔塔宁于1973年11月11日在赫尔辛基去世，享年78岁。

## 影响
维尔塔宁改进高蛋白质青贮饲料的生产和贮存系统，发明了酸化法贮存鲜饲料，AIV饲料保鲜法于1932年获得专利，1943年出版他的专著《养牛基础AIV方法》，为发展这一青贮保鲜系统，维尔塔宁要求采用他姓名全称的字头英文缩写来进行命名。
维尔塔宁与他的研究团队从1924年开始研究青贮饲料腐烂的发酵过程，从一项优化牛奶和乳制品口味、气味，延长乳制品货架期的研究中获得了灵感，由于发酵产物的乳酸能提高青贮饲料的酸度，而发酵终止。其工作原理是通过添加高浓度硫磺和盐酸来增加青贮饲料的酸度达到发酵终止，从而防止贮窖中的鲜切饲料分解，此法既可防止腐烂而又不影响其使用和营养价值，改进绿色饲料存储方法，提高了绿色饲料存储量，这在芬兰等北欧国家冬天很长的过程中就显得十分重要，这项系统一经发明就被广为传播。
青贮饲料是用新鲜的天然植物性饲料为原料，以青贮的方式调制成的奶牛业饲料，该项发明对现代农业和畜牧业持续性发展有着巨大的贡献，一些需要在冬天大规模或完全依靠贮藏饲料来喂养家畜的国家至今仍在沿用该方法，此方法在改进黄油保存方法、延长黄油的货架期方面也卓有成效。